# Parque Anhanguera (Goiânia)
Parque Anhanguera é um bairro da região sudoeste de Goiânia. É subdividido em duas regiões, I e II.
Foi criado através do Decreto 44, em 9 de outubro de 1954, tendo sido inicialmente uma área de residência de pessoas de baixo poder aquisitivo. Em 1987 abrigou, originalmente, moradias populares. Enquanto a primeira parte do bairro já estava aprovada, a que recebeu maior população foi a segunda que, hoje, tem o dobro de moradores. A segunda etapa do Parque Anhanguera é fruto de uma ocupação que, na gestão do então governador Henrique Santillo, não resultou em conflitos.
A principal via do bairro é a Avenida Pasteur onde estão localizados supermercados, açougues, padarias, utilidades para o lar e diversos estabelecimentos comerciais que fazem do bairro um polo na região.
No Parque Anhanguera está localizado o Centro de Treinamento Edmo Pinheiro que é pertencente ao Goiás Esporte Clube, onde treinam os jogadores profissionais e os atletas das categorias de base.
Segundo dados do Instituto Brasileiro de Geografia e Estatística (IBGE), divulgados pela prefeitura, no Censo 2010 a população do Parque Anhanguera era de 7 425 pessoas.